# Digitalis subalpina
Digitalis subalpina là một loài thực vật có hoa trong họ Mã đề. Loài này được Braun-Blanq. mô tả khoa học đầu tiên năm 1928.